# 番果蝠
番果蝠（學名：Alionycteris paucidentata），哺乳綱、翼手目、狐蝠科番果蝠屬的單屬種，而與番果蝠同科的動物尚有豕果蝠、斑翅果蝠、菲果蝠等之數種哺乳動物。
1. ↑  Mildenstein, T. . The IUCN Red List of Threatened Species. 2016, 2016: e.T843A22037501. doi:10.2305/IUCN.UK.2016-1.RLTS.T843A22037501.en.